# Sulfoxid
En sulfoxid er en kemisk forbindelse som indeholder en sulfinyl (SO) funktionel gruppe, som er bundet til to carbonatomer. Det er en polær funktionel gruppe. Sulfoxider er den oxiderede form af sulfider. Eksempler på vigtige sulfoxider er alliin, der er en precursor til det kemikalier, der giver friskpresset hvidløg dets aroma, og DMSO, der er en hyppigt anvendt solvent i organisk kemi.